# Ebenaceae
Las ebenáceas (Ebenaceae) son una familia de plantas arbóreas o arbustivas perteneciente al orden Ericales. Se componen de casi 800 taxones específicos e infraespecíficos aceptados (unos 60 en Euclea y 8 en Lissocarpa) - de los casi 2000 descritos, en general de países tropicales.

## Descripción
Son árboles o arbustos, generalmente dioicas, a veces monoicas o polígamas. Hojas alternas o raramente opuestas, simples, enteras sin estípulas. Inflorescencias cimosas o flores solitarias, axilares, actinomorfas, las estaminadas con ovario vestigial y las pistiladas a menudo con estaminodios; cáliz connado, 3–7-lobado, persistente y a menudo acrescente en el fruto; corola de pétalos soldados, 3–7-lobada, imbricada, de prefloración espiral o a veces valvada; estambres insertados a la base del tubo de la corola o al receptáculo, generalmente (1) 2 (–5) veces el número de lóbulos de la corola y en 2 verticilos; anteras con dehiscencia longitudinal o a veces poricida; gineceo sincárpico, estilos 2–8, fusionados la mayor parte de su longitud y con apariencia de ser uno solo, o bien casi libres, ovario supero, (2) 3–8 (–10)-carpelar, cada carpelo a menudo partido en el medio y entonces los lóculos en doble número que los carpelos, óvulos 1 (2) por lóculo. Fruto una baya generalmente jugosa a algo coriácea o a veces una cápsula.

## Subfamilias y géneros

### Ebenoideae(Gürke,inEngl.&Prantl, 1891)Thorne&Reveal, 2007
Diospyros L., 1753
Unos 750 taxones aceptados, de los cuales los más importantes y/o conocidos son:
- Diospyros buxifolia (Blume) Hiern, 1873
- Diospyros celebica Bakh., 1933
- Diospyros ebenum J.Koenig ex Retz., 1781
- Diospyros gallo Wallnöfer, 2000
- Diospyros kaki Thunb., 1780 non L.f., 1781
- Diospyros lotus L., 1753
- Diospyros malabarica (Desr.) Kostel., 1834
- Diospyros melanoxylon Roxb., 1795
- Diospyros ottohuberi Wallnöfer, 2000
- Diospyros paraensis Sothers, 2003
- Diospyros rabiensis Breteler, 1994
- Diospyros rumphii Bakh., 1933
- Diospyros tepu Wallnöfer, 2000
- Diospyros virginiana L., 1753
- Diospyros xavantina Sothers, 2003

Euclea L., 1774

### Lissocarpoideae(Gilg)B.Walln., 2004
Lissocarpa Benth., 1876
- Lissocarpa kating B.Walln., 2004
- Lissocarpa ronliesneri B.Walln., 2004
- Lissocarpa uyat B.Walln., 2004[3]

## Sinonimia
- Lissocarpaceae